# Старые Бабаны
Ста́рые Бабаны́ (укр. Старі Бабани) — село в Уманском районе Черкасской области Украины.
Население по переписи 2001 года составляло 1859 человек. Почтовый индекс — 20330. Телефонный код — 4744.
Первые упоминания датируются XIII ст., как большой город с монастырями.
Во времена Хмельницкого — центр Бабанской сотни.

## Местный совет
20330, Черкасская обл., Уманский р-н, с. Старые Бабаны, ул. Мира, 3